# Meandrina

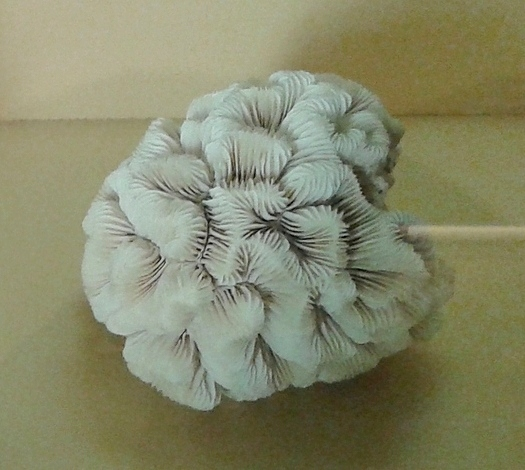
Coralum de M. brasiliensis

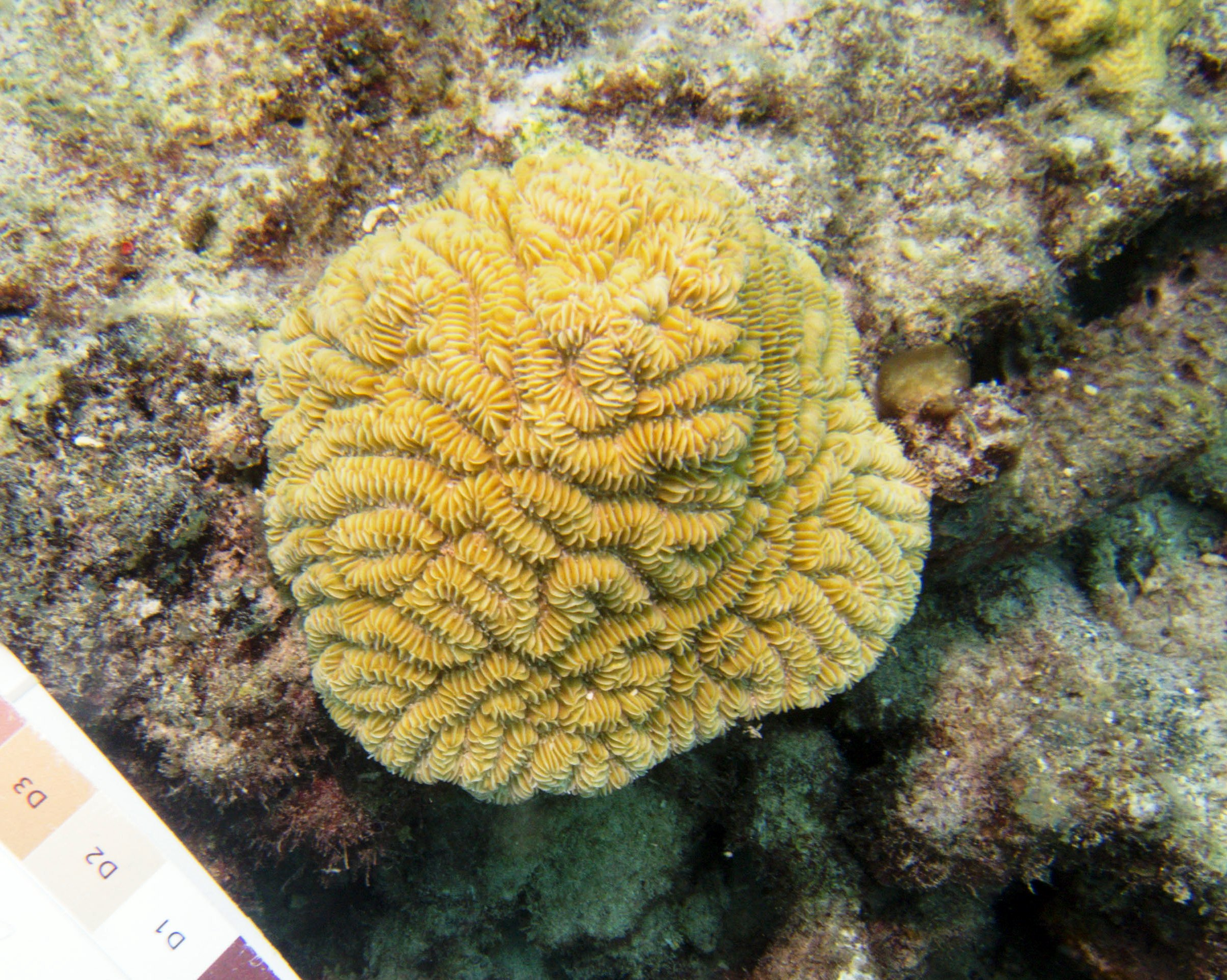
M. meandrites en Curaçao

Meandrina es un género de corales, de la familia Meandrinidae, orden  Scleractinia.  
Es un coral hermatípico, por lo que contribuye a la construcción de arrecifes. Su rango temporal es del Eoceno al Reciente.

## Especies
El número y denominación de especies del género difiere según las fuentes. En este artículo adoptamos las del Registro Mundial de Especies Marinas, y se reseña su estado de conservación según la UICN:
- Meandrina brasiliensis (Milne Edwards & Haime, 1848). Estado: Datos deficientes. ver.3.1
- Meandrina danae (Milne Edwards & Haime, 1848). Estado: Preocupación menor. ver.3.1
- Meandrina jacksoni Pinzón & Weil, 2011. No evaluado.
- Meandrina meandrites (Linnaeus, 1758). Estado: Preocupación menor. ver.3.1

- Meandrina dedalea Le Sueur, 1820 (nomen dubium)
- Meandrina labyrinthica Le Sueur, 1818 (nomen dubium)

Especies aceptadas como sinonimia:
- Meandrina cerebriformis Lamarck, 1816 aceptada como Diploria labyrinthiformis (Linnaeus, 1758)
- Meandrina clivosa (Ellis & Solander, 1786) aceptada como Pseudodiploria clivosa (Ellis & Solander, 1786)
- Meandrina crispa Lamarck, 1816 aceptada como Oulophyllia crispa (Lamarck, 1816)
- Meandrina daedalea (Ellis & Solander, 1786) aceptada como Platygyra daedalea (Ellis & Solander, 1786)
- Meandrina gyrosa (Ellis & Solander, 1786) aceptada como Colpophyllia natans (Houttuyn, 1772)
- Meandrina lamellina (Ehrenberg, 1834) aceptada como Platygyra lamellina (Ehrenberg, 1834)
- Meandrina phrygia (Ellis & Solander, 1786) aceptada como Leptoria phrygia (Ellis & Solander, 1786)
- Meandrina sinuosa Quoy & Gaimard, 1833 aceptada como Symphyllia sinuosa (Quoy & Gaimard, 1833)
- Meandrina sinuosa (Ellis & Solander, 1786) aceptada como Isophyllia sinuosa (Ellis & Solander, 1786)
- Meandrina strigosa Dana, 1846 aceptada como Pseudodiploria strigosa (Dana, 1846)

## Morfología
Las colonias son submasivas y meandroides, pueden ser planas, hemisféricas y columnares, pero raramente con simetría bilateral. Los valles son radiales desde el punto original de crcimiento, discontinuos, largos y sinuosos, de 1 cm de ancho, en ocasiones bifurcados. Los septos de los valles adyacentes suelen disponerse en zig-zag, son exsertos y arqueados. Los márgenes septales verticales tienen granulación lateral. Los elementos radiales pueden ser iguales o desiguales. 
Hay colonias con forma de vida libre, o sea, no adheridas al sustrato; con el esqueleto en forma cónica y pocos valles. Estas características corresponden con la especie Meandrina braziliensis, cuya diferenciación de la especie Meandrina meandrites es dudosa para más de un experto.
El color del tejido del pólipo puede ser gris, crema o marrón amarillento.

## Hábitat y distribución
Su distribución geográfica comprende el Atlántico occidental tropical, desde el sur de Florida, golfo de México, el Caribe y Brasil. También es de distribución Indo-Pacífica, con registros en Mozambique, India, Indonesia, Australia e islas del Pacífico.
Habitan en casi todos los entornos del arrecife. Encontrándose desde aguas someras hasta los 80 m de profundidad, aunque es más común entre los 8 y los 30 m.
Alguna especie como M. meandrites es común en su rango, e incluso moderadamente abundante.

## Alimentación
Los pólipos contienen algas simbióticas; mutualistas, ambos organismos se benefician de la relación, llamadas zooxantelas. Las algas realizan la fotosíntesis produciendo oxígeno y azúcares, que son aprovechados por los pólipos, y se alimentan de los catabolitos del coral, especialmente fósforo y nitrógeno. Esto les proporciona del 70 al 95% de sus necesidades alimenticias. El resto lo obtienen atrapando plancton y materia orgánica disuelta en el agua.

## Reproducción
Las colonias producen esperma o huevos, que se fertilizan en el agua. Las larvas deambulan por la columna de agua hasta que se posan y fijan en el lecho marino, una vez allí se convierten en pólipos y comienzan a secretar carbonato cálcico para construir su esqueleto. Posteriormente, se reproducen asexualmente por gemación, dando origen a la colonia.